# Alfons Matuszkiewicz

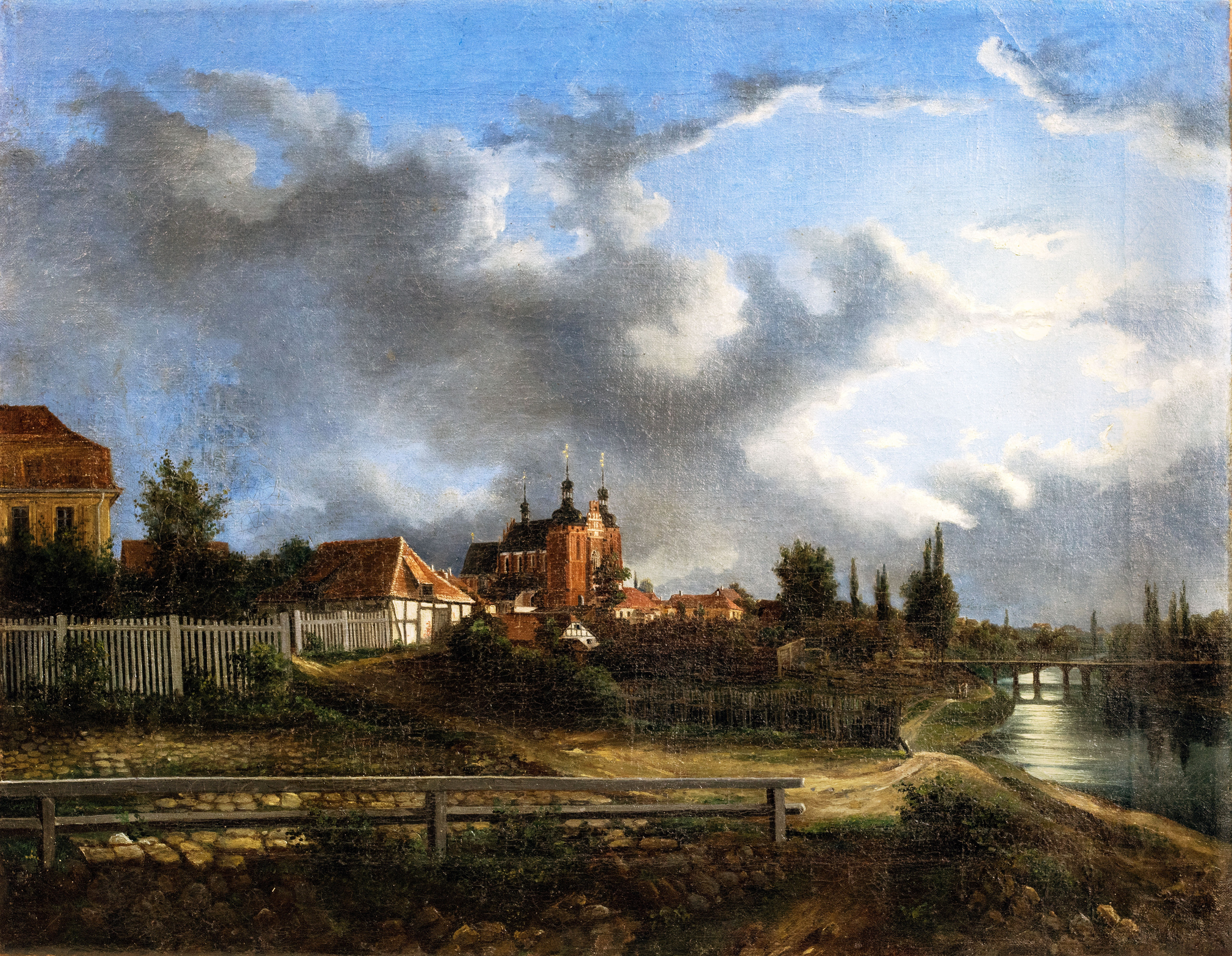
Alfons Matuszkiewicz: Katedra we Włocławku w świetle księżyca, ok. 1853 r.

Alfons Matuszkiewicz (1822-1876) – polski malarz, fotograf i litograf, związany z Warszawą.